# Katarzynów (gmina)
Katarzynów (1868–1953 Długie) – dawna gmina wiejska istniejąca w XIX wieku oraz w latach 1953–1954 w woj. łódzkim. Siedzibą władz gminy był Katarzynów.
Za Królestwa Polskiego gmina Katarzynów należała do powiatu brzezińskiego w guberni piotrkowskiej. W 1868 roku jednostkę przemianowano na gminę Długie.
Gmina Katarzynów powstała ponownie 21 września 1953 roku w powiecie brzezińskim w woj. łódzkim, w związku z przemianowaniem gminy Długie na Katarzynów.
Gmina została zniesiona 29 września 1954 roku wraz z reformą wprowadzającą gromady w miejsce gmin. Po reaktywowaniu gmin z dniem 1 stycznia 1973 roku gminy nie przywrócono, a jej dawny obszar wszedł głównie w skład nowej gminy Koluszki w tymże powiecie i województwie.